# Mike Rostampour
Mike Rostampour (en persan : مایک رستم‌پور), né le 20 décembre 1991 à Saint Paul, au Minnesota, est un joueur américano-iranien de basket-ball, évoluant au poste d'ailier fort.

## Biographie
Rostampour joue un an avec les Grayson Vikings en Division I de la NJCAA, puis une autre année avec les Huskies de St. Cloud State en Division II de la NCAA, avant d’être transféré en 2012 à l’Université du Nebraska à Omaha, dans l'équipe des Mavericks. Après une année d’inactivité en tant que redshirt, il dispute deux saisons avec les Mavericks dans la Summit League de la Division I de la NCAA, enregistrant des moyennes de 9,7 points et 7,6 rebonds par match en 61 apparitions.
Il commence sa carrière professionnelle au BK Prievidza dans le championnat slovaque, durant la saison 2015-2016 Il retourné dans l’équipe pour la fin de la saison 2016-2017, après un passage en LNB avec les Highlanders de Cape Breton.
En 2018, il rejoint San Salvador BC pour participer à la FIBA Americas League 2018. Une fois le tournoi terminé, il intègre les Caballeros de Culiacán en CIBACOPA, au Mexique. Il retourne ensuite à San Salvador BC, engagé pour jouer dans la Ligue majeure de basket-ball du Salvador, participant au All-Star Game cette saison-là.
Après une nouvelle expérience avec le BK Prievidza durant la saison 2018-2019, Rostampour fait ses débuts dans le championnat iranien en signant avec le Chemidor Téhéran BC en octobre 2019. Il rejoint ensuite le Shahrdari Gorgan BC.
Il particip à la coupe du monde 2019, où son équipe termine à la 23e place. Deux ans plus tard, il fait partie de l’équipe iranienne qui dispute le tournoi de basket-ball des Jeux Olympiques de Tokyo 2020, terminant à la 12e place.